# Zero Branco
Zero Branco ist eine italienische Gemeinde (comune) mit 11.629 Einwohnern (Stand 31. Dezember 2023) in der Provinz Treviso in der Region Venetien. Sie liegt etwa 20 km nordwestlich von Venedig.

## Name
Der Ursprung des Namens Zero liegt vermutlich in dem Namen einer Person. In Frage kommen hierbei Iarius, Diarius und Darius, Namen von damaligen Grundbesitzern. Der Name Branco heißt so viel wie Niederlassung und bezieht sich dabei auf einen Graben oder einen Kanal.

## Söhne und Töchter der Stadt
- Gaetano Cozzi (1922–2001), Neuzeithistoriker
- Gilberto Parlotti (1940–1972), Motorradrennfahrer